# Hydraena fortipes
Hydraena fortipes (лат.) — вид жуков-водобродок рода Hydraena из подсемейства Hydraeninae. Назван fortipes по признаку сильно развитых ног с крупными бёдрами.

## Распространение
Встречаются на Мадагаскаре.

## Описание
Водобродки мелкого размера (около 2 мм), удлинённой формы. Дорзум темно-коричневый, лоб темнее; ноги, гипомерон переднеспинки и эпиплевра надкрылий светло-коричневые; брюшко снизу темно-коричневой; максиллярные щупики от светло-коричневых до буроватых, дистальная ½ последних щупиков не темнее. Лоб и переднеспинка в густой умеренно грубой пунктировке, наличник более тонко и редко пунктирован, чем лоб. Точки переднеспинки крупнее точек головы, каждая точка с короткой лежачей щетинкой. Очень похож по размеру и габитусу на H. genuvela; отличается от него чуть менее крупно и менее плотно пунктированным дорзумом. Взрослые жуки, предположительно, как и близкие виды, растительноядные, личинки плотоядные.

## Классификация
Вид был впервые описан в 2017 году американским энтомологом Philip Don Perkins (Department of Entomology, Museum of Comparative Zoology, Гарвардский университет, Кембридж, США) по типовым материалам с острова Мадагаскар. Включён в состав подрода Micromadraena вместе с видами H. parvipalpis, H. genuvela, H. serripennis, H. rubridentata и H. breviceps.